# Polystichum acanthophyllum
Polystichum acanthophyllum är en träjonväxtart som först beskrevs av Adrien René Franchet, och fick sitt nu gällande namn av Christ. Polystichum acanthophyllum ingår i släktet Polystichum och familjen Dryopteridaceae. Inga underarter finns listade.